# نئوپترین
نئوپترین (به انگلیسی: Neopterin) با فرمول شیمیایی C9H11N5O4 یک ترکیب شیمیایی با شناسه پاب‌کم 448839 است. که جرم مولی آن ۲۵۳٫۲۱۵ گرم بر مول می‌باشد. 